# KO OP
KO_OP est une coopérative québécoise de développement de jeux vidéo, dirigée par des artistes et basée à Montréal.

## Histoire
Le directeur de studio Saleem Dabbous et le programmeur Bronson Zgeb fondent KO_OP en 2012 pour créer des « jeux d'avant-garde visuellement saisissants ». Le studio est géré comme une coopérative de travailleurs à salaire et prise de décision égale entre les copropriétaires,. Dabbous et Zgeb ont utilisé des économies personnelles pour lancer l'entreprise et se sont appuyés sur le travail à la commande pour financer leurs propres jeux.
Leur jeu Gnog est nommé pour son excellence en arts visuels au Festival des jeux indépendants de 2016 et publié en 2017. KO_OP développe également The Mirror of Spirits, une extension pour Lara Croft Go, en 2016.
KO_OP développe un jeu d'aventure axé sur la narration intitulé Goodbye Volcano High, qui sort sur PlayStation 5, PlayStation 4 et Steam en 2023.